# Gallo Pinto

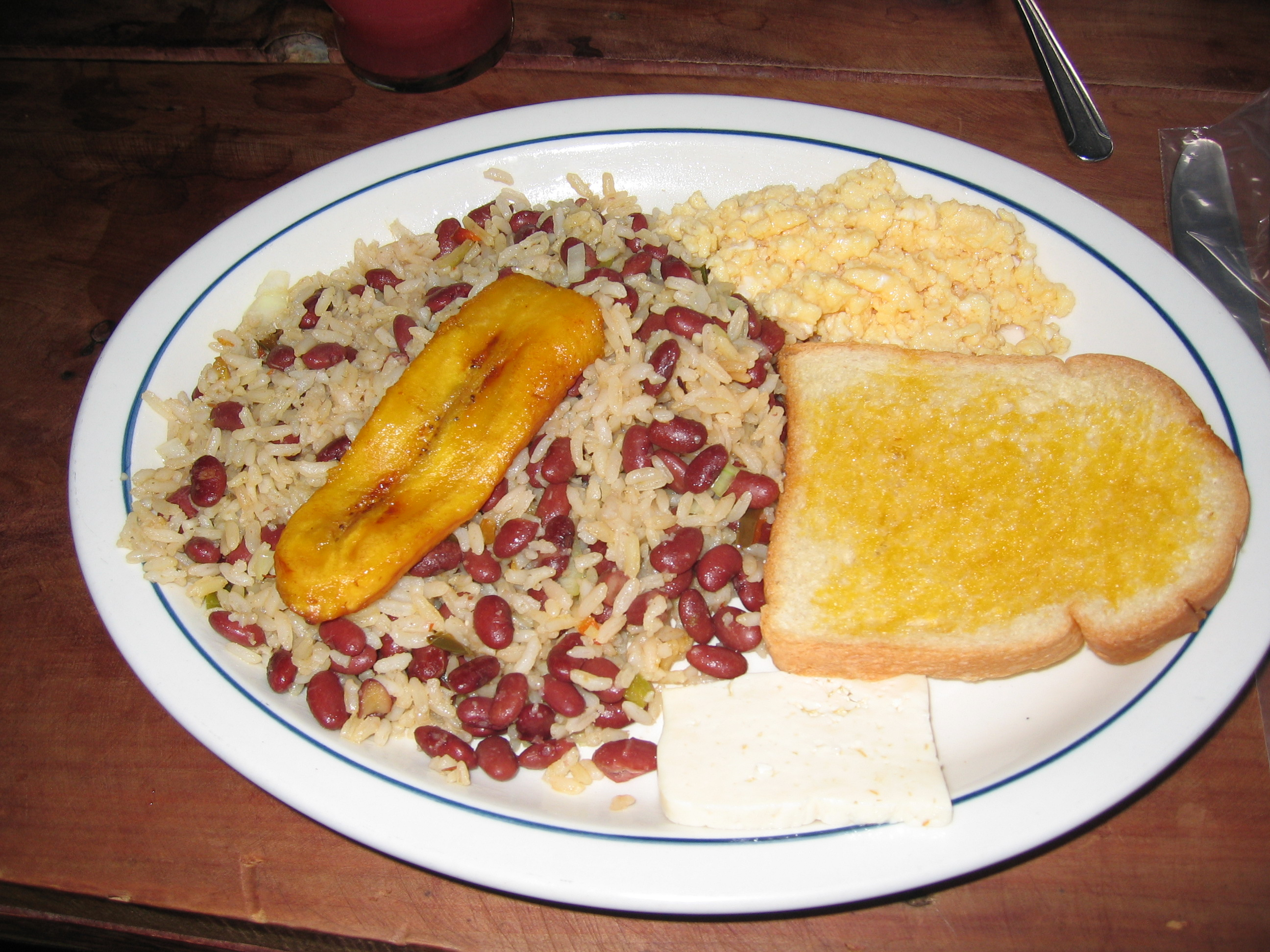
Ein Frühstück mit Gallo Pinto, Toastbrot, Rührei, einer frittierten Kochbanane und einer Scheibe Queso frito

Gallo Pinto ([ˈgaʎo ˈpinto]; Span. für „gefleckter Hahn“) ist ein traditionelles Gericht in Costa Rica und Nicaragua, das unter anderen Bezeichnungen in ganz Lateinamerika und der Karibik beliebt ist.

## Zubereitung
Es ist das traditionelle Frühstück in der Region und besteht aus weißem Reis, der bereits am Vortag gekocht wurde, und gekochten schwarzen Bohnen (Frijoles negros) in Costa Rica oder roten Bohnen (Frijoles rojos) in Nicaragua. Bohnen und Reis werden in der Pfanne in etwas Öl angebraten, gewürzt und mit Maistortillas serviert. Angereichert wird das nahrhafte Frühstück mit Beilagen nach Wunsch: Spiegeleiern, Rühreiern, gebratenem, weißen Käse (Queso frito) oder einem kleinen Rindersteak (Bistéc). Begleitet wird das Gallo Pinto häufig von einer Portion gebratener, reifer Kochbananen (Plátanos maduros) und einem Schälchen Sauerrahm (Natilla). 
Gewürzt wird meist mit einer Worcestershiresauce-Variante aus Mittelamerika, der Salsa Inglesa (in Costa Rica ist das Würzen mit der Lokalmarke Salsa Lizano verbreitet); aber auch scharfe Pfeffersaucen werden gelegentlich beigegeben. Die Beigabe von Koriandergrün ist ebenso beliebt, während Knoblauch dem persönlichen Geschmack überlassen bleibt. Die Verwendung von angedünstetem Gemüse wie feingehackten Zwiebeln, Staudensellerie oder Gemüsepaprikawürfeln ist ebenfalls geläufig, gehört aber nicht zum Standard.

## Verbreitung
An der Atlantikküste beider Staaten, aber auch in Belize und an der karibischen Seite von Guatemala und Honduras wird das Gallo Pinto zu Rice and Beans und hat einen leichten Geschmack nach Kokos, da der Reis vorher in Kokosmilch zubereitet wurde.
In Honduras und El Salvador nennt man das Gericht Casamiento („Heirat“) und in Kuba Moros y Cristianos („Mauren und Christen“). Es ist aber auch in südamerikanischen Ländern bekannt und beliebt, wie z. B. in Kolumbien unter der Bezeichnung Calentado paisa und in Peru als Tacu tacu.